# Müggelberge
Les Müggelberge sont une région vallonnée et boisée culminant à 115 mètres d'altitude, située dans l'arrondissement de Treptow-Köpenick au sud-est de Berlin. L'altitude moyenne est de 70 mètres avec deux sommets, le Kleiner Müggelberg (88 mètres) et le Großer Müggelberg (114,5 mètres). Au pied des collines des Müggelberge s'étend le lac de Müggelsee.
Les Müggelberge se sont formés lors de la glaciation de la Vistule, période du Pléistocène, quand le fleuve Vistule était gelé et que les glaciers déposèrent des tillites provenant des moraines.

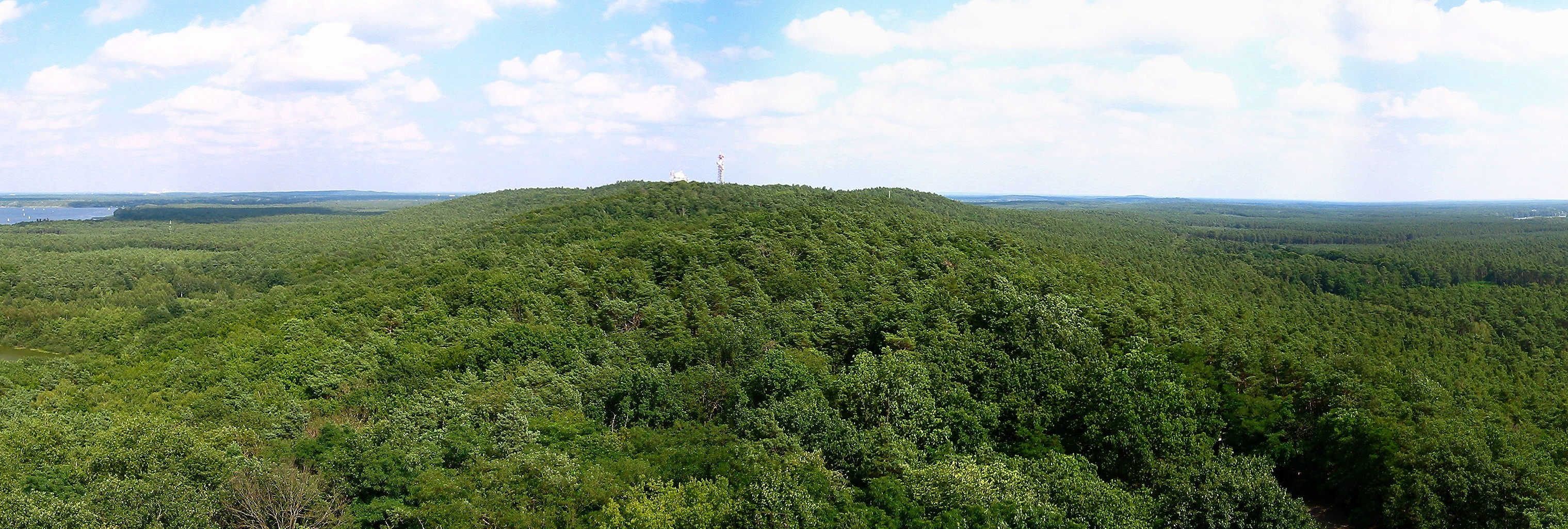
Panorama sur les Müggelberge.

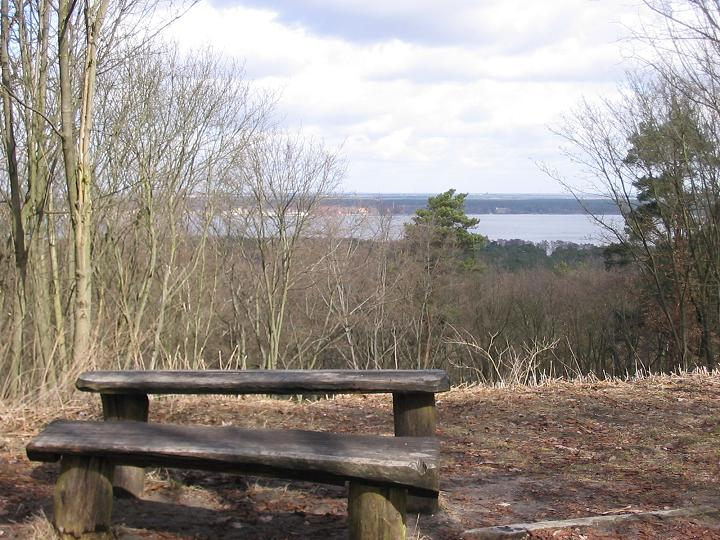
Vue du lac Müggelsee depuis les hauteurs des Müggelberge.